# Guglielmo IV di Nevers
Guglielmo IV di Nevers (1130 circa – Acri, 24 ottobre 1168) fu Conte di Nevers, Auxerre e Tonnerre.

## Origine
William era figlio del conte Guglielmo III di Nevers e di Ida di Sponheim, e il fratello maggiore del suo successore Guy di Nevers. I loro nonni paterni erano Guglielmo II di Nevers e sua moglie Adelais. I loro nonni materni erano il duca Engelberto di Carinzia e Uta di Passavia.
Il fratello minore Rinaldo di Nevers aderì alla terza crociata e morì a San Giovanni d'Acri il 5 agosto 1191. La loro sorella Adelaide di Nevers, sposò il conte Rinaldo IV di Joigny. Ermengarda di Nevers, un'altra sorella, è solo citata in documenti che registrano le sue donazioni ai benedettini del monastero di Molesme.

Stemma della famiglia Nevers

## Biografia
Guglielmo fu nominato cavaliere nel 1159, solo due anni prima della morte del padre. Alla morte del padre nel 1161 tutti i figli erano ancora molto giovani ed è menzionato che il fratello minore, Guy, fosse ancora minorenne. Guglielmo IV, conte di Nevers, risiedeva nei castelli di Nevers e di Clamecy. La città più vicina ad est di Clamecy è Vézelay, che nel primo periodo medievale fu il punto di smistamento per l'avvio di diverse crociate verso la Terra santa.

### Matrimonio
Nel 1164 Guglielmo sposò Eleonora di Vermandois, poi contessa di Vermandois dal 1183 al 1214. Ella era figlia di Rodolfo I di Vermandois e della sua terza moglie Lauretta delle Fiandre. I suoi nonni materni erano il conte Teodorico di Alsazia e Suanhilde, la sua prima moglie.. Vi è però una teoria che afferma che Eleonora potrebbe essere una figlia di Rodolfo e della sua seconda moglie Petronilla d'Aquitania, che era figlia di Guglielmo X di Aquitania e di Aénor di Châtellerault. Secondo questa teoria quindi Eléonore potrebbe essere una nipote di Eleonora d'Aquitania..
Sua moglie era precedentemente sposata con Goffredo di Annania, conte di Ostrevent, figlio di Baldovino IV, conte di Hainaut e Alice di Namur, morta il 7 aprile 1163, mentre si preparava per un viaggio in Palestina.. Eleonora si sposò con Matteo d'Alsazia, Matteo III conte di Beaumont-sur-Oise e poi forse con Stefano II di Blois. Non ebbe mai figli e il suo erede designato fu Filippo II di Francia, un cugino paterno di secondo grado, precedentemente escluso dalla successione.

### I contrasti con la Chiesa e la III crociata
Secondo la Catholic Éncyclopedia, l'Abbazia di Vézelay è stata spesso in conflitto con i Conti di Nevers. Guglielmo IV aveva indotto il suo prevosto Léthard a costringere i monaci a combattere e quindi ad abbandonare l'abbazia. Nel 1166, Luigi VII di Francia organizzò una riconciliazione tra Guglielmo IV e Guglielmo di Mello, abate di Vézelay. Il 6 gennaio 1167 Luigi VII partecipò alla celebrazione della riconciliazione. In espiazione per i suoi supposti crimini contro la Chiesa, Guglielmo partì per gli stati crociati. Egli morì poco dopo e fu sepolto a Betlemme.
Prima della sua morte nel 1168, promise al vescovo di Betlemme che se Betlemme fosse mai caduta in mani musulmane, egli sarebbe stato il benvenuto presso di lui o i suoi successori a Clamecy. Dopo la cattura di Betlemme da parte del Saladino nel 1187, le disposizioni del conte ormai defunto furono rispettate e il vescovo di Betlemme prese residenza nell'ospedale di Panthenor a Clamecy, che rimase la sede in partibus infidelium della Diocesi di Betlemme per quasi 600 anni, fino alla Rivoluzione francese nel 1789.